# مارسيلو غوايانو
مارسيلو غوايانو (بالبرتغالية: Marcelo Goiano‏) (13 أكتوبر 1987 بغويانيا في البرازيل - ) هو لاعب كرة قدم برازيلي في مركز الدفاع. لعب مع سبورتينغ براغا ونادي أكاديميكا كويمبرا وGrêmio Esportivo Anápolis ‏ وEsporte Clube XV de Novembro (Jaú) ‏ ونادي مينيروس الرياضي وClube Atlético Guaçuano ‏ ونادي ريو فيردي وInterporto Futebol Clube ‏ ونادي فييرينسي.

## روابط خارجية
- مارسيلو غوايانو على موقع اتحاد تركيا (لاعب) (الإنجليزية)
- مارسيلو غوايانو على موقع قاعدة بيانات كرة القدم.إي يو (الإنجليزية)
- مارسيلو غوايانو على موقع Soccerway.com (الإنجليزية)